# Кэ Цзюсы

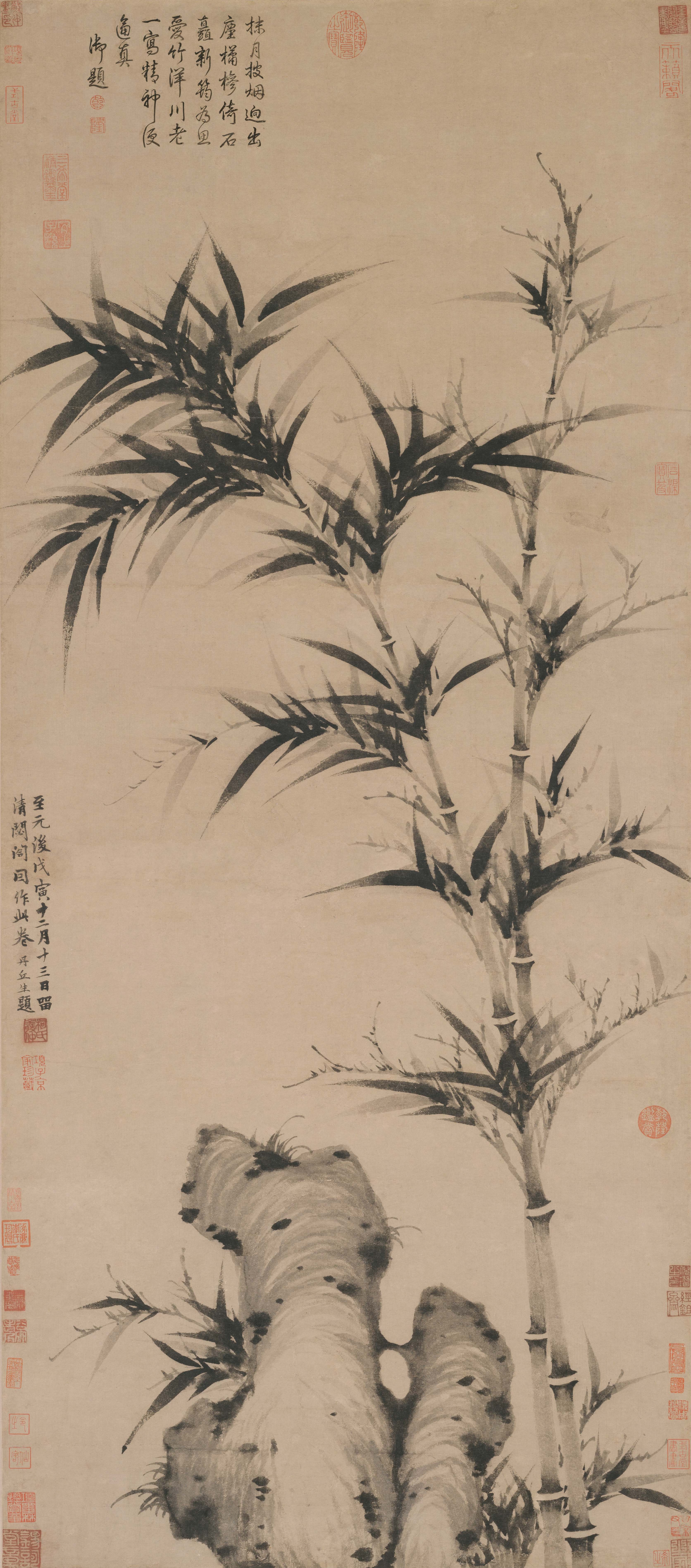
Кэ Цзюсы. Бамбук из Цинбигэ написанный тушью. 1338 г. Гугун, Пекин.

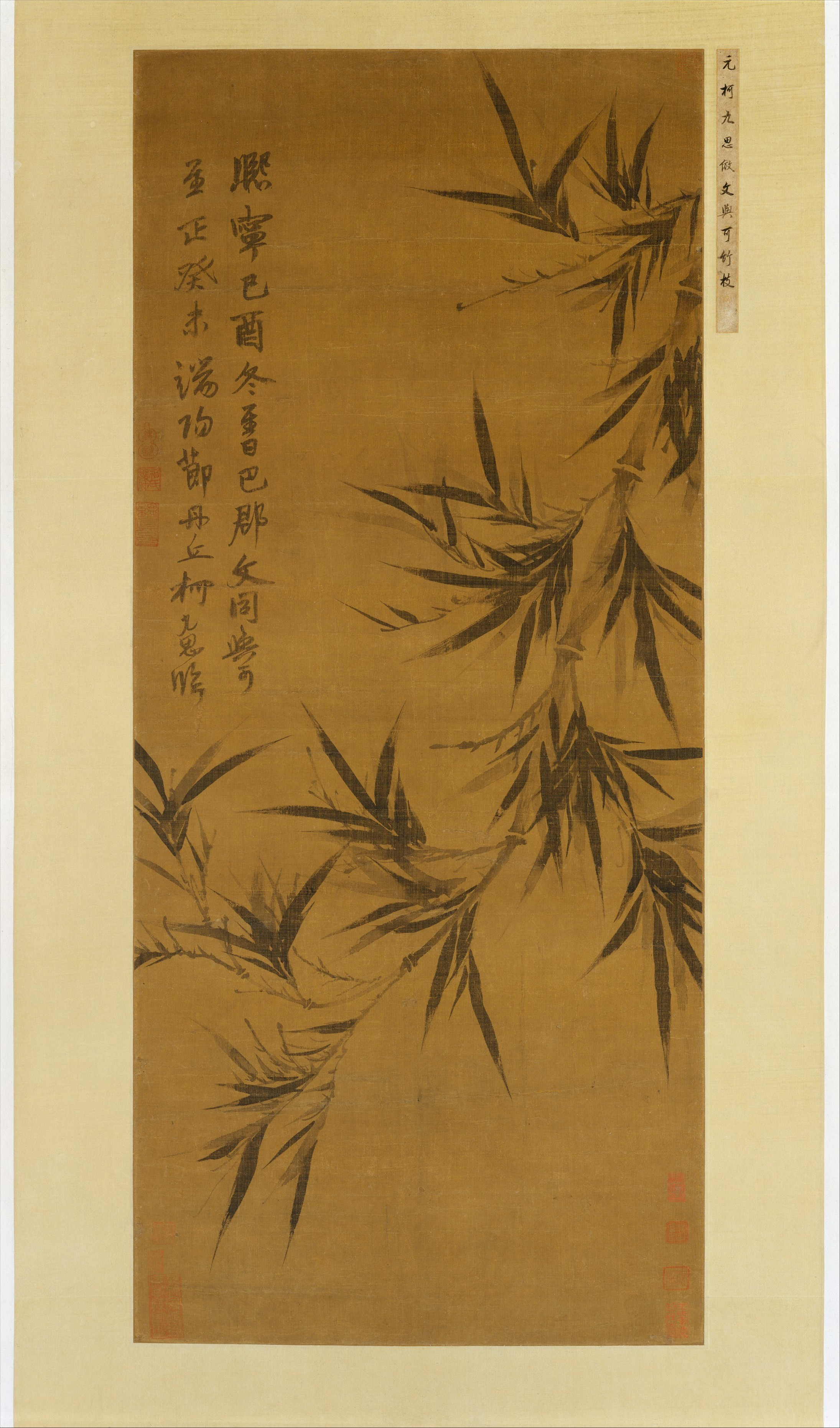
Кэ Цзюсы. Ветка бамбука. По Вэнь Туну. 1343г, Музей Метрополитен, Нью Йорк

Кэ Цзюсы (кит. 柯九思; 1290—1343) — китайский художник, каллиграф, и поэт.
Кэ Цзюсы был ученым-чиновником, служившим при монгольском дворе, и как многие образованные китайские администраторы на досуге писал стихи, рисовал пейзажи, и занимался каллиграфией. Однако наибольшую известность ему принесли монохромные рисунки с изображениями бамбука. Среди поэтических работ Кэ Цзюсы выделяется «Коллекция Дань Цюшэня» (один из его псевдонимов).
Кэ родился в Сяньцзу (ныне это Чжэцзян) в семье Кэ Цяня, который был чиновником при трёх юаньских императорах, дослужившись до поста директора Конфуцианских исследований в правительстве провинции Цзянчжэ (этот же пост с 1299 по 1309гг занимал Чжао Мэнфу). Скорее всего, Кэ Цзюсы попал в круг друзей Чжао Мэнфу именно через знакомство отца с этим выдающимся юаньским художником и администратором. В дальнейшем Чжао Мэнфу составил протекцию Кэ и покровительствовал ему. В 1319 году вместе с Чжу Дэжуном молодой учёный-южанин прибыл в столицу империи Даду для поступления на службу в администрацию императора Жэнь-цзуна (Аюрбарибада; 1311-1320).
Вскоре после того, как к власти пришёл император Вэнь-цзун (Туг-Тэмур;1328-29) Кэ Цзюсы был предложен пост в его администрации, а через некоторое время он возглавил новое юаньское учреждение – Куйчжангэ (Павильон Звезды Литературы). Этот новый институт был создан императором для внедрения китайской культуры в среде придворной знати, большая часть которой была некитайского происхождения. В 1330 году Кэ стал официальным знатоком-оценщиком императорской художественной коллекции. Тесные связи Кэ Цзюсы с императором Вэнь-цзуном вызвали ревность у одного сотрудника цензората, который состряпал обвинения, чтобы изгнать Кэ с занимаемой должности. Из предосторожности Вэнь-цзун отправил Кэ из столицы на провинциальную должность, однако император умер до того, как это назначение было исполнено. В итоге, Кэ решил оставить службу в столице, вернулся к себе на юг, где посвятил себя исключительно искусству и общению в компании лучших художников и каллиграфов своего времени.
Среди наследия, оставленного этим разносторонне талантливым администратором, особое место занимает поэма «Гунцы» (Дворцовая поэма), которая описывает придворную жизнь, ритуалы и церемонии таким образом, что император Вэнь-цзун предстаёт в ней просвещённым монархом-конфуцианцем, т.е. написана для прославления императора. Она была создана в 1329-30гг и вероятно была переделана автором после того, как Кэ уехал на юг. Поэма состоит из пяти частей. Первая - «Стихи Верхнего столичного дворца»  описывает прелести и роскошь летней императорской резиденции в Шанду (Кзанаду) и включает ритуальное обращение Вэнь-цзуна ради богатого осеннего урожая, (что подчёркивало особое внимание императора к нуждам его китайских подданных). Две другие части «Ответ на императорскую просьбу: Два стиха на окраинные жертвоприношения» прославляет Вэнь-цзуна как участника жертвоприношения, совершённого ради людского благополучия. Остальные «Две дворцовые поэмы» посвящены событиям, связанным с императорским юбилеем, и описывают дары, которые приготовила императору его тётка, принцесса Сенгэ. Текст поэмы хранится в Принстонском музее искусства. Его каллиграфия свидетельствует о влиянии стиля Ван Сичжи, каллиграфию которого изучал Кэ Цзюсы.

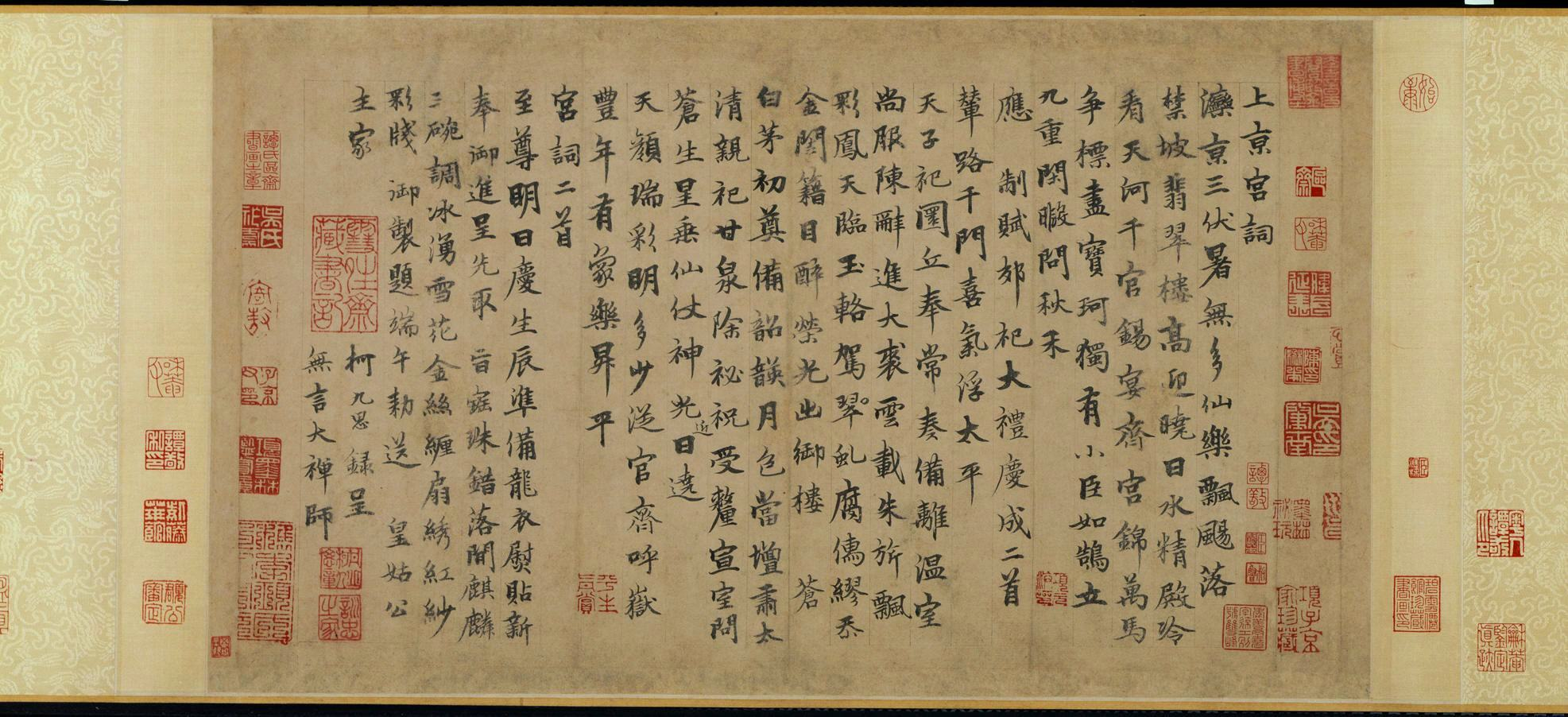
Кэ Цзюсы. Дворцовая поэма. Свиток, шёлк, тушь, 30,5х53см, Музей искусства, Принстон.

Отец Кэ Цзюсы находился в дружеских отношениях с художником Ли Канем (1245—1320), и вполне возможно, что Кэ Цзюсы обучился живописи бамбука непосредственно у Ли.  Будучи художником гораздо более скромного дарования, чем его современники Чжао Мэнфу или Ли Кань, Кэ Цзюсы ограничивался простыми композициями из стеблей и листьев бамбука, изредка добавляя к ним камни, или какие-нибудь другие растения.
Кэ был мастером, творчество которого было направлено в сторону дальнейшего синтеза живописи и каллиграфии. Движения руки, характерные для определенных каллиграфических стилей, он использовал для своих занятий живописью. В 1320-х годах он сочинил небольшой трактат об изображении бамбука, в котором писал: «Ствол бамбука пишется каллиграфическим стилем „чжуань“, ветка — стилем „цао“, листья же — приемами „бафэн“…»
Художник дружил с известным юаньским мастером Ни Цзанем, и бывал в его имении. В пекинском Дворцовом музее хранится работа Кэ под названием «Бамбук из Цинбигэ, написанный тушью» (1338г), которую можно считать вполне типичной для его творчества. Павильон «Цинбигэ» находился в имении Ни Цзаня, и Кэ Цзюсы гостил у этого молодого и богатого эстета, пока не завершил произведение, простота и изысканность которого, вероятно, были вполне во вкусе Ни Цзаня. Художник демонстрирует в нём опытную руку — это видно по тонким тональным переходам туши в изображении листьев и стеблей. В своих монохромных рисунках бамбука Кэ Цзюсы ориентировался на великого мастера этого жанра Вэнь Туна (1019—1079), а произведения Кэ были выражением почтения к идущей от него традиции, и к установленным им интеллектуальным ценностям.